# Hans Antonsson
Hans Yngve Antonsson (ur. 8 listopada 1934 w Trollhättan, zm. 2 września 2021 w Gustavsberg) – szwedzki zapaśnik. Brązowy medalista olimpijski z Rzymu.
Zawody w 1960 były jego jedynymi igrzyskami olimpijskimi. Walczył w stylu wolnym, najczęściej w kategorii średniej (do 79 kg). Był brązowym medalistą mistrzostw świata w 1961 (do 79 kg).